# Goetzeoideae
Goetzeoideae är en underfamilj inom familjen potatisväxter med sex släkten och åtta arter. De förekommer i Västindien, östra Brasilien och på Madagaskar.

## Släkten
- Coeloneurum
- Duckeodendron
- Espadaea
- Goetzea
- Henoonia
- Metternichia

### Webbkällor
- Angiosperm Phylogeny Website
- Wikimedia Commons har media som rör Goetzeoideae.